# Caccia parassita

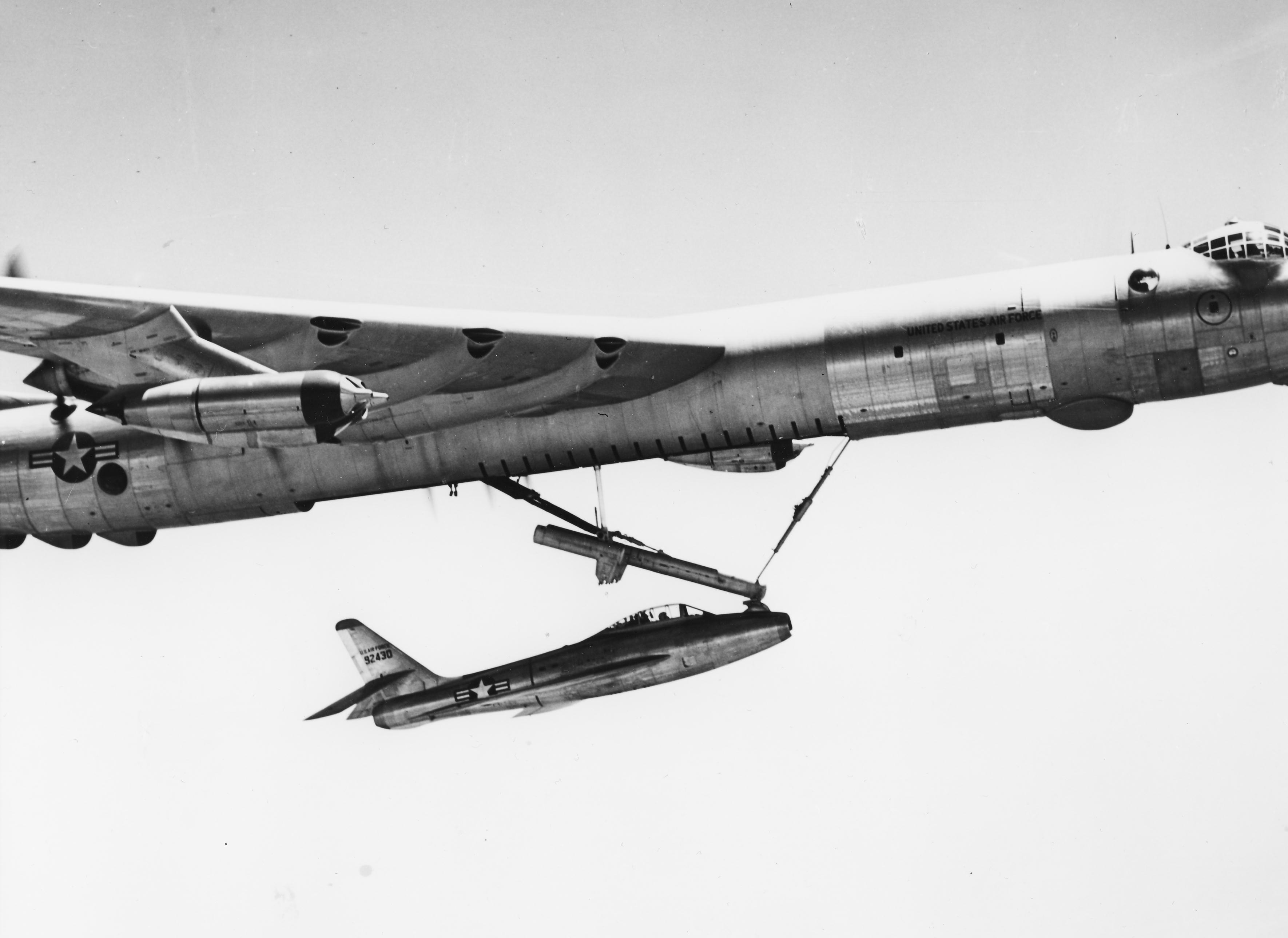
Progetto FICON: un "caccia parassita" Republic YF-84F in fase di aggancio con il suo aereo madre, un Convair GRB-36F

Un caccia parassita è un velivolo da caccia studiato per essere portato in zona di combattimento da un aeromobile più grande, quale un bombardiere o un'aeronave. In caso di possibile minaccia al velivolo madre (o "portaerei volante") quest'ultimo lascerebbe libero di volare il caccia per compiti di difesa o scorta. Progetti di questo tipo nacquero per cercare di colmare la grande differenza di autonomia tra i bombardieri e i loro caccia di scorta.
Queste configurazioni si sono dimostrate di rado funzionali per un impiego operativo e ancor meno sono state quelle usate in combattimento. L'introduzione di tecniche per il rifornimento in volo ha fatto tramontare questa tipologia di velivoli anche se la Defense Advanced Research Projects Agency statunitense sta rielaborando il progetto di portaerei volante per il lancio e il recupero di droni, programma ambizioso che potrebbe vedere la luce in un prossimo futuro.

## Le origini

### Primo esperimento

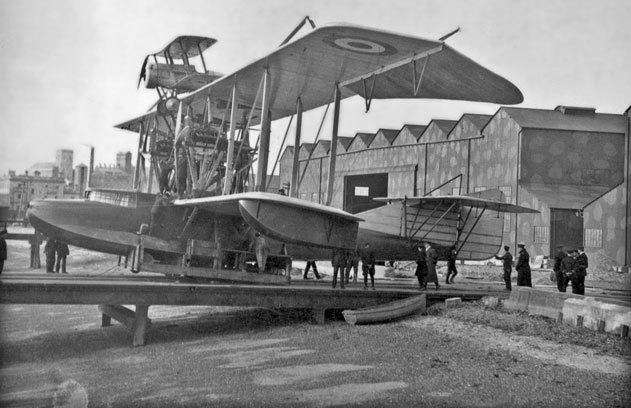
Maggio 1916, primo esperimento

Il primo esperimento di aereo parassita fu compiuto dai britannici il 17 maggio 1916. In quell'occasione, un Bristol Scout C, piccolo biplano da caccia e da ricognizione, fu lanciato in volo da un grande idrovolante a scafo, il Felixstowe Porte Baby. Il Bristol Scout (matricola 3028) installato sopra l'ala superiore del grande velivolo (in una configurazione impiegata in seguito dai Mistel tedeschi e dallo Short Mayo Composite, un trasporto combinato a lungo raggio con idrovolanti prodotti dall'azienda aeronautica Short Brothers negli anni trenta) non contribuì con il suo motore al decollo dell'aereo madre e fu poi lanciato da una quota di 300 m. Ai comandi dell'idrovolante vi era lo stesso John Cyril Porte, lieutenant commander della Royal Navy (la marina militare britannica), progettista del Porte Baby, mentre il pilota del biplano si chiamava M.H. Day. L'esperimento ebbe luogo presso Arwik, nell'Essex. Nonostante il successo della prova, non ne furono condotte altre. Scopo dell'esperimento era, probabilmente, quello di valutare quanto la nuova configurazione riuscisse a estendere il raggio d'azione del caccia in modo da consentirgli una più efficace interdizione agli zeppelin da bombardamento.

### Primi esperimenti sui dirigibili
L'idea di utilizzare caccia "lanciati" da dirigibili fu sviluppata indipendentemente da tedeschi e britannici per la prima volta nel 1918. I britannici compirono diversi esperimenti nel corso degli anni venti. Il 26 gennaio 1918 un biplano Albatros D.III venne agganciato al dirigibile della marina L 35 (LZ 80), per venire lanciato una volta raggiunta la quota di 1 500 m. L'esperimento coronato da successo rimase comunque un caso isolato. In questo caso, come in molti dei test successivi, il pilota del caccia era costretto a bordo del suo velivolo. Inoltre, poiché la tipologia del motore dell'Albatross D.III richiedeva che un meccanico agisse sull'elica per l'avvio, il velivolo veniva messo in moto al suolo, poco prima che il dirigibile mollasse gli ormeggi.
Successivamente nel corso del 1918 un simile esperimento fu compiuto dai britannici, che lanciarono un Sopwith Camel dal dirigibile rigido HMA 23.
La tecnica venne perfezionata poi con il dirigibile R33, prima con l'aereo ultraleggero de Havilland DH.53 Humming Bird (disarmato) e poi con due Gloster Grebe nel 1926. Questi esperimenti non ebbero ulteriori sviluppi; in quegli anni infatti i britannici erano interessati più all'utilizzo dei grandi dirigibili per il trasporto civile.

### Le portaerei volanti USA

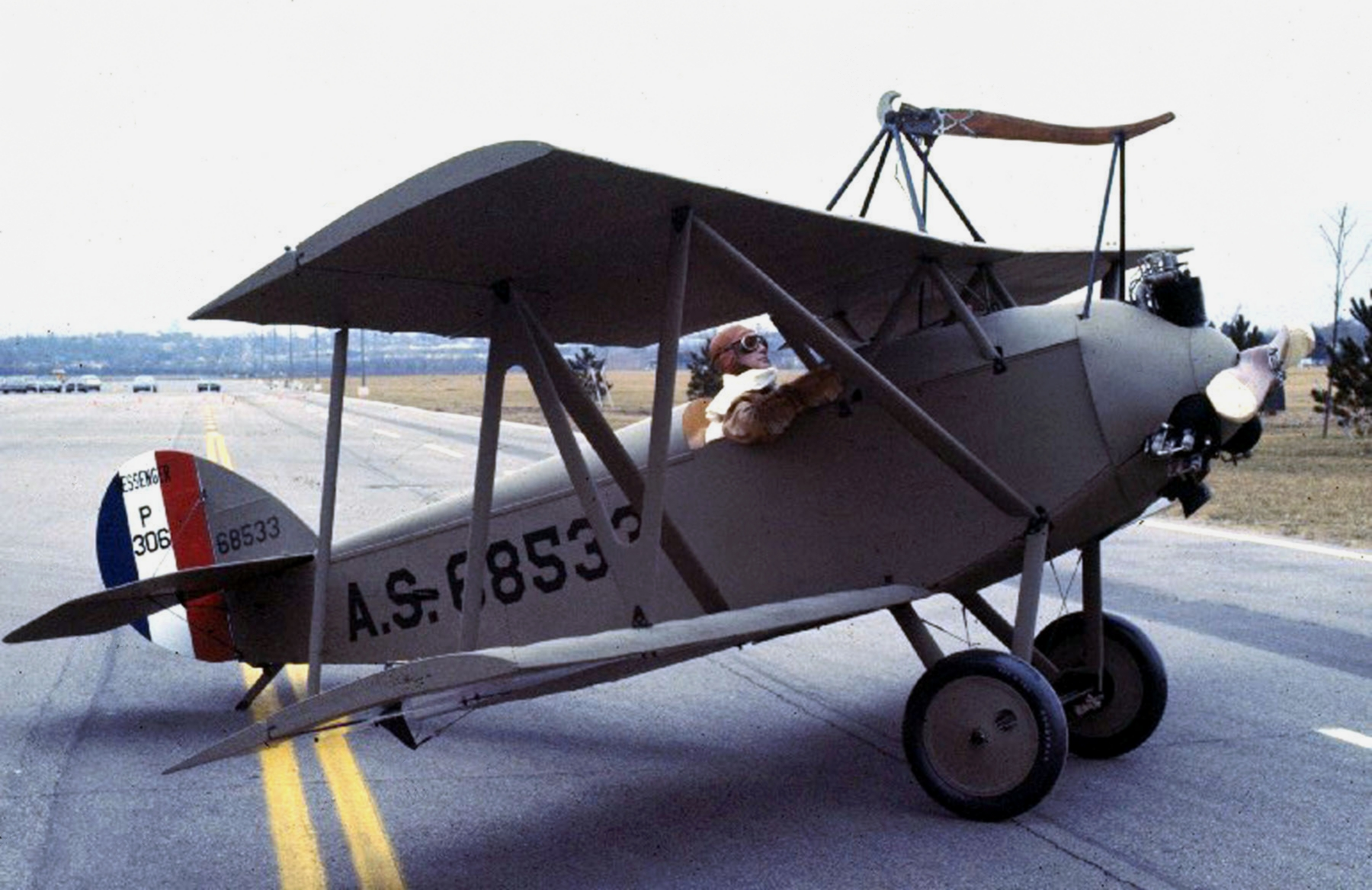
Il Verville-Sperry M-1 Messenger, primo aereo ad essere recuperato in volo.

I primi tentativi di impiego combinato di dirigibili e aeroplani prevedendo la possibilità per l'aereo di essere agganciato in volo vennero intrapresi dalla United States Army Air Service. Il 18 settembre 1923 un biplano Verville-Sperry M-1 Messenger pilotato dal tenente Rex K. Stoner riuscì ad agganciarsi in volo al "trapezio" predisposto al di sotto di un dirigibile semirigido dell'esercito.
Questi esperimenti furono successivamente ripresi dalla US Navy che tra il 1931 ed il 1935 sviluppò la migliore soluzione per l'impiego di caccia parassiti dell'epoca.
In questo periodo la United States Navy, la marina militare degli Stati Uniti, era interessata all'utilizzo di grandi dirigibili rigidi per il pattugliamento oceanico. Il culmine del programma furono lo ZRS-4 USS Akron e lo ZRS-45 USS Macon, due grandi dirigibili dotati al loro interno di un piccolo hangar.

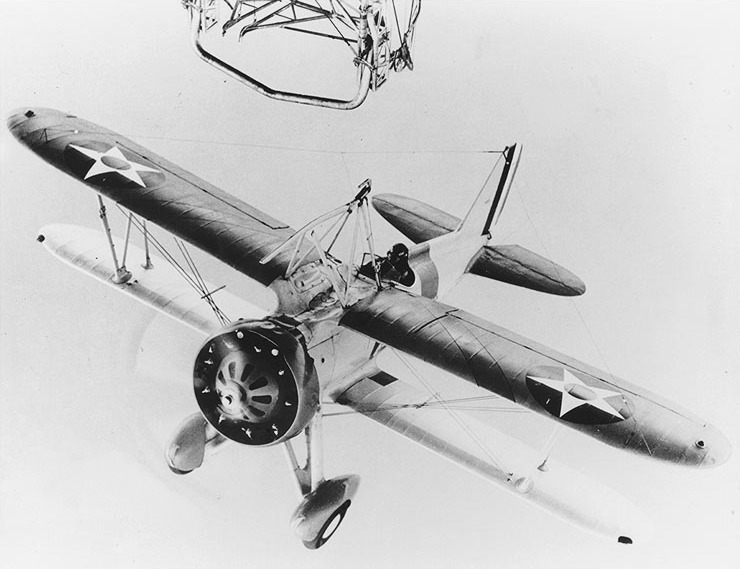
Il Curtiss F9C-2 l'unico caccia imbarcato su dirigibili

Per operare su questi dirigibili venne scelto il Curtiss F9C-2 Sparrowhawk ("Sparviero") un piccolo biplano originariamente concepito come caccia imbarcato per la US Navy. Lo ZR4 e lo ZR5 riuscivano a trasportare 4 di questi biplani che potevano essere lanciati e recuperati per mezzo di un trapezio retrattile installato nel dirigibile e un particolare gancio montato sopra l'ala superiore del biplano. Poiché i biplani venivano ospitati all'interno di un'aeronave appositamente studiata, è più corretto parlare di caccia imbarcato. Ai Curtiss F9C erano destinati compiti di ricognizione e scorta. La perdita di entrambi i dirigibili segnò la fine del programma.

## Seconda guerra mondiale

### Progetto Zveno: i parassiti sovietici
In Unione Sovietica, a partire dal 1931 venne sviluppato da parte di Vladimir Vakhmistrov il Progetto Zveno, il primo per l'utilizzo di caccia parassiti su bombardieri. Questo programma appare come uno dei più ambiziosi, visto che fino a 5 caccia venivano "installati" sui giganteschi bombardieri Tupolev. Diverse combinazioni basate sui bombardieri TB-1 e TB-3 vennero testate con i principali caccia disponibili allora in Unione Sovietica.
I sovietici furono anche gli unici a utilizzare dei caccia parassiti in combattimento: i Polikarpov I-16 SPB, trasportati da un bombardiere TB-3 compirono circa trenta missioni di attacco tra il 1º agosto ed il 22 ottobre del 1941. Tra gli obiettivi dei bombardamenti, tra le altre infrastrutture, il ponte sul Danubio nei pressi di Cernavodă in Romania.

### I progetti tedeschi
Sul finire della seconda guerra mondiale i tedeschi svilupparono diversi progetti di caccia parassita. Lo scopo non era però quello di realizzare velivoli di scorta per i propri bombardieri, bensì quella di ottenere caccia a "basso costo" dall'elevata potenza di fuoco per tentare di contrastare i bombardieri alleati.

Visione schematica dell'interno della fusoliera dell'Arado E.381/II.

Tipicamente questi progetti erano destinati a utilizzare motori a razzo, come l'Arado E.381 e il Sombold So 344, ma rimasero tutti sulla carta tranne il Messerschmitt Me 328; quest'ultimo caccia era stato sviluppato dalla Messerschmitt AG sin dal 1942, ed era destinato ad utilizzare due pulsoreattori Argus As 014 come propulsori (gli stessi montati sulle V1). I ritardi nello sviluppo di questo tipo di motore fecero sì che per i primi test il Me328 volasse come aliante, dopo essere stato portato in volo sul dorso di un Dornier Do 217E. L'atterraggio del velivolo avveniva su pattini retrattili. Le prestazioni insoddisfacenti portarono alla cancellazione del progetto. Secondo un'altra versione il progetto originario del Me 328 prevedeva che potesse decollare in modo autonomo grazie ad un carrello sganciabile, analogamente al Messerschmitt Me 163 Komet.
Oltre ai caccia i tedeschi sperimentarono diverse combinazioni di caccia parassiti, sia per scopi di bombardamento che per il decollo di alianti da trasporto. I Mistel ("vischio" in tedesco) nacquero con questo scopo: un caccia veniva installato sul dorso di un aliante, in tal modo i due velivoli accoppiati potevano decollare, per poi separarsi in volo. Da questi esperimenti nacquero versioni da bombardamento in cui vecchi bimotori destinati ad essere radiati venivano trasformati in "bombe guidate". Il caccia installato sul dorso avrebbe portato il velivolo-bomba in prossimità dell'obiettivo, per poi separarsi e guidarlo a distanza.
Un altro progetto riguardava la versione pilotata delle bombe volanti V1 (Fieseler Fi 103). La bomba volante V1 (priva di pilota) poteva essere lanciata da rampe, oppure portata in volo sotto le semiali di bombardieri Heinkel He 111. La versione pilotata era probabilmente destinata al lancio come piccolo velivolo parassita, ma occorre ricordare che le V1 pilotate da Hanna Reitsch, nelle fasi di collaudo e messa a punto del progetto, decollavano da rampe.

## La guerra fredda ed i progetti USA
All'inizio della guerra fredda gli Stati Uniti si trovarono di fronte alla necessità di fornire scorta ai giganteschi bombardieri intercontinentali Convair B-36. All'epoca infatti le tecniche di rifornimento erano appena agli inizi.

### McDonnell XF-85 Goblin

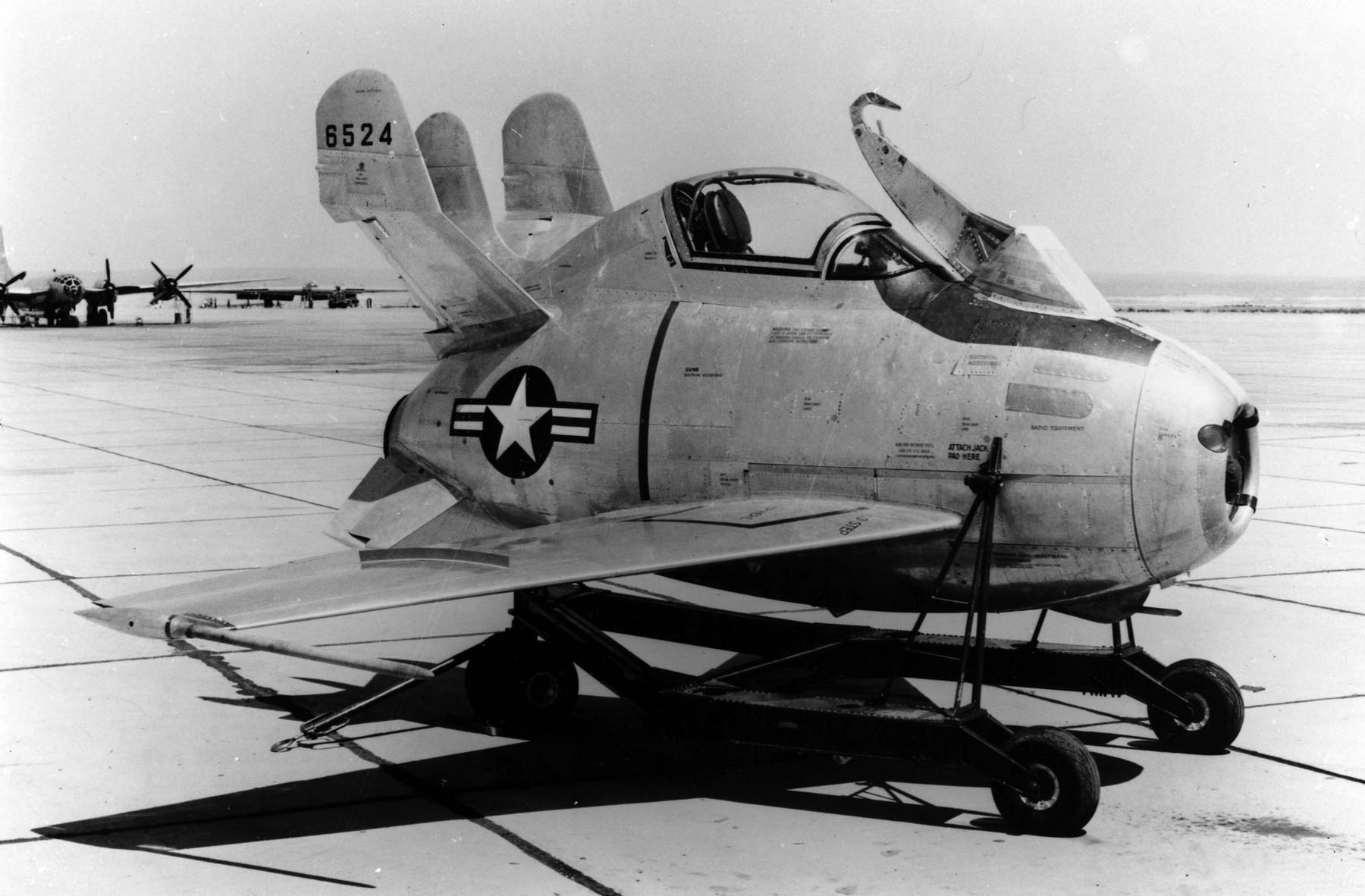
McDonnell XF-85 Goblin

Il McDonnell XF-85 Goblin venne sviluppato a partire da una specifica dell'USAAF per un caccia di scorta trasportabile sui grandi bombardieri. Due prototipi vennero ordinati nel marzo 1947. L'XF-85 era un piccolo velivolo caratterizzato da una tozza fusoliera, 6 impennaggi di coda disposti a ventaglio ed un gancio retrattile per le operazioni di lancio e recupero. La possibilità di atterraggi d'emergenza era garantita da appositi pattini La propulsione era fornita da un turbogetto Westinghouse XJ34-WE-22 da 13,3 kN (3 000 lbf) di spinta.
Il primo volo del 23 agosto 1948 da un Boeing EB-29B, rivelò che la turbolenza intorno al velivolo madre o "portaerei volante" creava problemi di controllabilità al caccia. Inoltre emerse che l'XF-85 era caratterizzato anche da scarsa maneggevolezza ed il progetto venne abbandonato nel 1949.

### Progetto FICON
Nonostante il fallimento dell'XF-85 Goblin l'USAF continuava ad essere interessata nella prospettiva di accoppiare un caccia ai bombardieri B-36. All'inizio degli anni cinquanta l'interesse si era però spostato nell'utilizzare il caccia parassita per scopi di ricognizione e di attacco di obiettivi secondari (o anche primari, visto che iniziavano ad essere disponibili le prime testate nucleari tattiche che potevano essere imbarcate su caccia).
Come caccia parassita per il progetto FICON (Fighter Conveyor, Caccia (nel) Trasporto) venne scelto il cacciabombardiere Republic F-84 Thunderjet, viste le dimensioni del velivolo furono necessarie radicali modifiche ai B-36 scelti per il progetto e ridenominati GRB-36F. Il cacciabombardiere veniva agganciato ad un trapezio estensibile, quando questo era chiuso l'F-84 rimaneva semi-annegato nel vano bombe del B-36.
Il primo test di volo avvenne il 9 gennaio 1952. Le fasi di test si svolsero con successo, ma l'impiego operativo era rischioso, visto che le operazioni di aggancio dovevano svolgersi in condizioni ideali. Inoltre alla metà degli anni'50 i bombardieri B-36 iniziavano ad essere antiquati, quindi il progetto FICON venne cancellato nel 1956.

### Progetto Tom-Tom

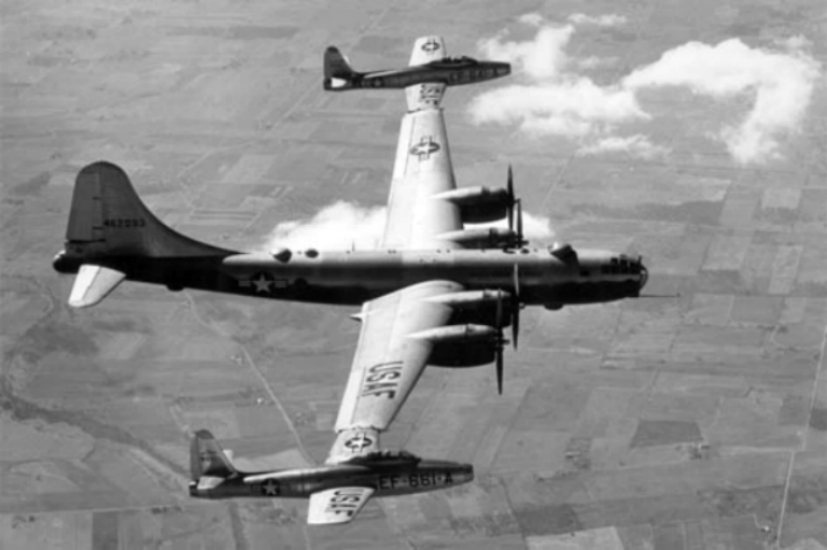
Il B-29 del progetto Tom Tom con i due F-84 Thunderjet

Nello stesso periodo del progetto FICON, l'USAF sviluppò un programma molto più ambizioso, in cui il caccia parassita era agganciato al bombardiere tramite giunti flessibili montati sulle rispettive estremità alari. La configurazione si presentava molto più rischiosa, per i vortici alle estremità delle ali e per la precisione richiesta nell'aggancio. Le operazioni di decollo avvenivano separatamente e l'aggancio avveniva in volo. Inoltre i piloti dei caccia erano costretti a bordo dei loro velivoli, al contrario dei precedenti progetti, e durante il volo di crociera dovevano assecondare le manovre dell'aereo madre non essendo disponibile un controllo automatizzato. Il 24 aprile 1953 un Boeing EB-29 e due caccia F-84 precipitarono durante un volo di prova, con la perdita di tutti gli uomini a bordo. Alcuni test con un B-36 proseguirono anche alcuni mesi dopo la tragedia, ma il progetto venne cancellato dopo poco.

### Boeing 747 Airborn aircraft carrier

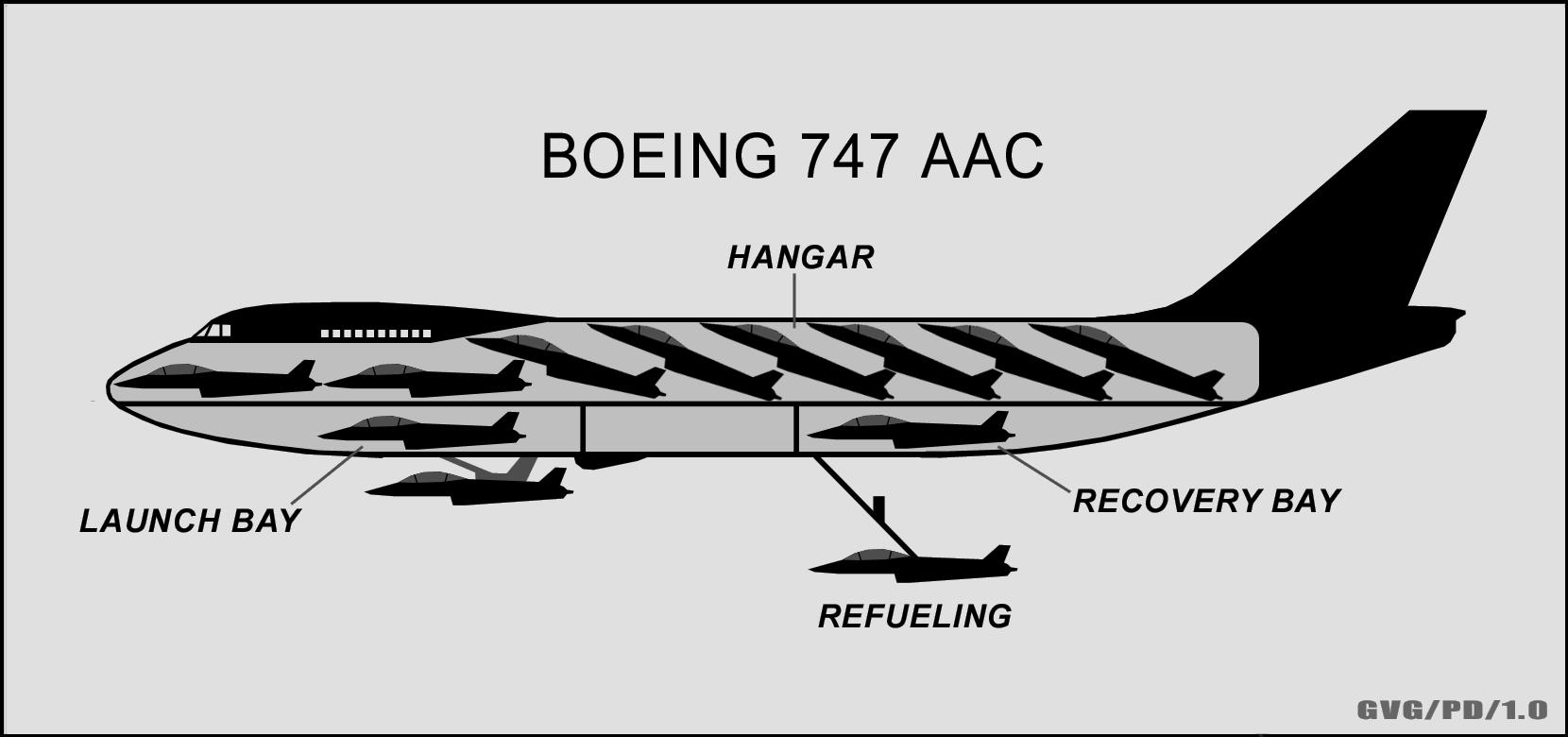
Spaccato del Boeing 747 airborne aircraft carrier concept

Nei primi anni settanta la Boeing propose allo USAF Flight Dynamics Laboratory (USAF FDL) un'indagine di fattibilità per una versione derivata del 747-200 adibita a portaerei volante ed in grado di trasportare dieci piccoli caccia appositamente sviluppati. Il progetto aveva come obbiettivo primario ricognizione, pattugliamento e scorta agli aerei AWACS in tutte quelle circostanze in cui non era disponibile il supporto di basi terrestri o navali. Secondo le specifiche, tutte le operazioni di lancio, recupero, rifornimento, riarmamento e stoccaggio dei jet di scorta avrebbero dovuto essere effettuate in volo. L'aereo madre avrebbe dovuto poter trasportare carburante ed armamenti per garantire almeno tre interventi. La Boeing propose cinque diverse varianti dei caccia (microfigther) che avevano la carlinga ed il motore in comune (il General Electric YJ101) e si distinguevano per le differenti configurazioni alari. L'armamento previsto era di due cannoni M39 da 20mm e missili aria-aria AIM-7 Sparrow. Tutti i caccia erano sufficientemente piccoli (apertura alare massima di 5,36 metri) da poter essere contenuti nella fusoliera del 747-200 su due ponti: quello superiore fungeva da hangar e quello inferiore alloggiava due baie per il lancio/recupero dei jet. Simultaneamente alla funzione difensiva il 747 AAC poteva inoltre essere utilizzato come cisterna volante per il rifornimento dell'aereo scortato. Per il progetto fu in alternativa preso in esame anche il Lockeed C-5A Galaxy. Il progetto venne ritenuto tecnicamente fattibile nel settembre del 1973 ma l'utilità di un tale sistema non fu giudicata sufficiente a sostenerne i costi di sviluppo.

## Possibili sviluppi
Con il perfezionamento delle tecniche di rifornimento in volo la necessità di realizzare caccia parassiti sembrava definitivamente tramontata. Nel giugno 2005 è stata però presentata una relazione sulle possibilità offerta da un caccia parassita negli scenari di guerra degli anni duemila. La necessità di riesaminare le potenzialità di questo tipo di velivoli emerge da alcuni limiti intrinseci delle tecniche di rifornimento in volo:
- La vulnerabilità dei velivoli durante le fasi di rifornimento in volo.
- Il fattore umano rappresentato dalla durata delle missioni. Il pilota di un cacciabombardiere si può trovare ad effettuare molte ore di volo prima di raggiungere l'obiettivo. Un modello di caccia parassita ricalcato sul FICON consentirebbe di ripartire l'impegno della missione tra i piloti dell'aereo madre (per il volo di trasferimento) e i piloti dei cacciabombardieri (per la missione di guerra vera e propria).

Ulteriori sviluppi del progetto di caccia parassita sono allo studio da parte della Defense Advanced Research Projects Agency (DARPA), agenzia governativa del Dipartimento della Difesa degli Stati Uniti incaricata dello sviluppo di nuove tecnologie per uso militare. Un velivolo da trasporto nei prossimi anni potrebbe essere riadattato per consentire l'alloggiamento, il trasporto, il lancio e l'eventuale recupero di aeromobili a pilotaggio remoto.

### Annotazioni
1. ↑  La sigla viene indicata da fonti diverse con il significato di "Скоростной Пикирующий Бомбардировщик", traslitterato in "Skorostnoj Pikiruûŝij Bombardirovŝik", cioè "bombardiere a tuffo veloce" oppure con quello di "Составной Пикирующий Бомбардировщик", traslitterato in "Sostavnoj Pikiruûŝij Bombardirovŝik", vale a dire "bombardiere a tuffo composito"

### Fonti
1. ↑  (EN)  Greg Goebel, The Parasite Fighters, su airvectors.net, 1º luglio 2014. URL consultato il 3 maggio 2016.
2. ↑   G. Massari, Rubrica Prototipi mai nati: L’XF-85 Goblin: Il Caccia Parassita, su nonsoloaerei.net, 9 luglio 2007. URL consultato il 30 aprile 2016 (archiviato dall'url originale il 5 maggio 2016).
3. 1 2   Entro quattro anni la prima portaerei volante?, su Difesa Online, 26 novembre 2014. URL consultato il 4 maggio 2016.
4. ↑  (EN)  Lynn Keillor, Piggyback Airplanes - All Speed, No Endurance, su airspacemag.com, Smithsonian Air & Space, 30 giugno 2012. URL consultato il 30 aprile 2016.
5. ↑  (EN) Charles Stephenson e Ian Palmer, Zeppelins: German Airships 1900-40, New Vanguard, n. 101, Oxford, Osprey Publishing, 2004,  p. 47, ISBN 1-84176-692-5.
6. ↑  (EN) Airshipsonline:Airships: HMA 23 Class, su airshipsonline.com. URL consultato il 5 maggio 2016.
7. ↑  (EN)  Lynn Keillor, Piggyback Airplanes - Back on Board, su airspacemag.com, Smithsonian Air & Space, 30 giugno 2012. URL consultato il 30 aprile 2016.
8. ↑  (EN) James R Shock, U.S. Army airships, 1908-1942, Atlantis Productions, 2002, ISBN 978-0-9639743-9-6.
9. ↑  (EN)  Greg Goebel, The Parasite Fighters - THE AKRON & MACON, su airvectors.net, 1º luglio 2014. URL consultato il 3 maggio 2016.
10. ↑  (EN)  Lynn Keillor, Piggyback Airplanes - The Accidental Parasite, su airspacemag.com, Smithsonian Air & Space, 30 giugno 2012. URL consultato il 30 aprile 2016.
11. ↑  (EN)  Greg Goebel, The Parasite Fighters - VAKHMISTROV'S ZVENO COMPOSITES, su airvectors.net, 1º luglio 2014. URL consultato il 3 maggio 2016.
12. ↑  Gordon e Gunston, 2000
13. ↑  Gordon e Khazanov, 1999
14. ↑  Nemecek, 1986
15. ↑  Winchester
16. ↑  (EN)  Lynn Keillor, Piggyback Airplanes - Soviet Links, su airspacemag.com, Smithsonian Air & Space, 30 giugno 2012. URL consultato il 30 aprile 2016.
17. ↑  Stapfer, 1996, p. 17.
18. ↑  (EN)  Lynn Keillor, Piggyback Airplanes - Parasite on a Budget, su airspacemag.com, Smithsonian Air & Space, 30 giugno 2012. URL consultato il 30 aprile 2016.
19. ↑  (EN) Greg Goebel, The Parasite Fighters - MCDONNELL GOBLIN, su airvectors.net, 1º luglio 2014. URL consultato il 3 maggio 2016.
20. 1 2  (EN)  Greg Goebel, The Parasite Fighters - FICON / TOM-TOM, su airvectors.net, 1º luglio 2014. URL consultato il 3 maggio 2016.
21. ↑  (EN)  Lynn Keillor, Piggyback Airplanes - Tip Tow to the Wingtips, su airspacemag.com, Smithsonian Air & Space, 30 giugno 2012. URL consultato il 30 aprile 2016.
22. ↑  (EN)  Aerospace Projects Review, back issues, su up-ship.com. URL consultato il 2 maggio 2016.
23. ↑  (EN)  Lynn Kane, Investigation Of A-Micro-Fighter /Airborne Aircraft Carrier Concept-Tactical Combat Aircraft Programs The Boeing Aerospace Company (PDF), su dtic.mil, Department Of The Air Force Headquarter 88th Air Base Wing (AFMC) Wright-Patterson Air Force Base Ohio, settembre 1973. URL consultato il 2 maggio 2016 (archiviato dall'url originale l'8 gennaio 2016).
24. ↑  (EN)  Greg Goebel, The Parasite Fighters - The Boeing 747 AAC, su airvectors.net, 1º luglio 2014. URL consultato il 2 maggio 2016.
25. ↑  (EN)  Air & Space Power Journal - Summer 2005 Archiviato il 6 febbraio 2007 in Internet Archive. Pubblicazione del Col. George D Kramlinger (USAF) sulle potenzialità di un caccia parassita negli scenari di guerra degli anni duemila.

### Pubblicazioni
- (EN) Hans-Heiri Stapfer, Polikarpov Fighters pt.2, in Aircraft In Action, Aircraft Number 162, Carrollton, TX, USA, Squadron/Signal Publication Inc., giugno 1996,  pp. 15-18, ISBN 978-0-89747-355-2.